# Толи (Северна Дакота)
Толи (енгл. Tolley) град је у америчкој савезној држави Северна Дакота.

## Демографија
По попису из 2010. године број становника је 47, што је 16 (-25,4%) становника мање него 2000. године.
| Група             | 2000.      | 2010.       |
| Белци             | 54 (85,7%) | 47 (100,0%) |
| Афроамериканци    | 0 (0,0%)   | 0 (0,0%)    |
| Азијати           | 0 (0,0%)   | 0 (0,0%)    |
| Хиспаноамериканци | 0 (0,0%)   | 0 (0,0%)    |
| Укупно            | 63         | 47          |